# Torsby landskommun
Torsby landskommun var en tidigare kommun i Värmlands län.

## Administrativ historik
Torsby landskommun bildades 1967 av Fryksände och Vitsands landskommuner.
1971 ombildades landskommunen till Torsby kommun.
Kommunkoden var 1737.

### Kyrklig tillhörighet
I kyrkligt hänseende tillhörde kommunen församlingarna Fryksände, Lekvattnet, Nyskoga och Vitsand.

## Kommunvapnet
Blasonering: I fält av silver inom en blå bård en roddbåt för två par åror och däröver två korslagda, uppåtriktade åror, allt av blått.
Vapnet går tillbaka på ett häradsigill från 1600-talet. Det utformades av Svenska Kommunalheraldiska Institutet och fastställdes av Kungl Maj:t för dåvarande Fryksände landskommun år 1958. Den kommun övertog vapnet vid bildandet 1967.

## Politik

### Mandatfördelning i valet 1966
| 6 | 16 | 8 | 5 | 5 |

| 35 |